# Turbonilla macaensis
Turbonilla macaensis is een slakkensoort uit de familie van de Pyramidellidae. De wetenschappelijke naam van de soort is voor het eerst geldig gepubliceerd in 2001 door Pimenta & Absalão.